# Les Caprices de Marie
Pour plus de détails, voir Fiche technique et Distribution.
Les Caprices de Marie est un film franco-italien réalisé par Philippe de Broca, sorti en 1970.

## Synopsis
Une jeune femme, Marie, habite un petit village et rêve de connaître le monde, et d’épouser ensuite  l’instituteur,  trop timide pour la demander en mariage.  Elle s’est inscrite à un concours de beauté à  Dinard, où  elle est élue "reine des mers". Or un milliardaire américain, qui vient de divorcer,  veut épouser rapidement  une inconnue  pour rassurer  les investisseurs.  Il enlève  Marie et l’emmène à  New-York  pour lui faire  découvrir la ville, les réceptions, son entreprise. Elle s’ennuie de son village, de ses amis, de ses parents. Retourné au village pour convaincre les parents de venir à  New-York, le milliardaire fait transporter tout le village là-bas, avec ses habitants, avec ses maisons et avec ses arbres.
Les villageois français se retrouvent  au milieu des tours, près des autoroutes, survolés par des avions. Comme le déménagement du village à coûté une fortune, le milliardaire en fait une attraction touristique. Des milliers d’américains visitent le french village et photographient ses habitants, à leur grand désespoir. Marie accepte d’épouser le milliardaire. L’instituteur  se présente après son consentement ; le milliardaire comprend que c'est lui qu’elle aime. Élégamment, il cède sa place à l’instituteur et réinstalle le village en France, où Marie et l’instituteur se marient.

## Fiche technique
- Titre : Les Caprices de Marie
- Réalisation : Philippe de Broca
- Scénario : Daniel Boulanger et Philippe de Broca
- Dialogues : Daniel Boulanger
- Photographie : Jean Penzer
- Montage : Henri Lanoë
- Musique : Georges Delerue
  - Interprète des chansons originales : Cora Vaucaire
- Décors : Théobald Meurisse
- Son : Urbain Loiseau
- Producteur : Christian Ferry
- Sociétés de production :Produzioni Europee Associati, Les Productions Artistes Associés
- Société de distribution : United Artists
- Pays de production :  France |  Italie
- Langue originale : français
- Format : couleur (Eastmancolor) — 35 mm — 1,66:1 — son Mono
- Genre : comédie
- Durée : 92 minutes (USA)
- Date de sortie : 
  - France : 25 février 1970
- Affiche : Jouineau Bourduge (France)

## Distribution
- Marthe Keller : Marie Panneton
- Philippe Noiret : Gabriel, l'instituteur
- Jean-Pierre Marielle : Léopold Panneton
- Valentina Cortese (VF : Nadine Alari) : Madeleine de Lépine
- Henri Crémieux : le facteur
- Fernand Gravey : le capitaine Ragot
- Bert Convy (en) : Broderick Mc Power
- Colin Drake : le président du conseil d'administration
- François Périer : Jean-Jules de Lépine
- Marc Dudicourt : le présentateur
- Marius Gaidon : un invité
- Georges Gueret : un journaliste
- Dorothy Marchini : Dorothy Golden
- Gaston Meunier : un invité
- Albert Michel : le président du jury
- Barbara Middleton : la mère de Broderick
- Noëlle Musart : Mlle Choquet
- Bernard Musson : le maître d'hôtel
- Didi Perego : Aurore Panneton
- Raymond Pierson : un invité
- Lucien Raimbourg : le marieur
- Douglas Read : Dick
- Aimé Théo : Bob
- André Tomasi : un déménageur
- Olga Valery : Maureen

## Lieux de tournage
Le film est tourné à Dammartin-en-Serve dans les Yvelines, à Saint-Servan et Saint-Malo en Ille-et-Vilaine, en Eure-et-Loir[Où ?] et à New York.